# Ramphotyphlops depressus
Ramphotyphlops depressus — вид змій родини сліпунів (Typhlopidae). Мешкає на островах Індо-Тихоокеанського регіону.

## Поширення й екологія
Ramphotyphlops depressus мешкають на Молуккських островах, Новій Гвінеї та сусідніх островах, на островах архіпелагу Бісмарка, на Соломонових островах, а також на Фіджі. Вони живуть у тропічних лісах, в садах і на плантаціях. Ведуть риючий спосіб життя.